# Sean Gilder
Sean Gilder (Brampton, 1º marzo 1964) è un attore britannico.
Inizia la sua carriera nel 1989 ma la sua fama arriva nel 2004 nel film King Arthur.

## Filmografia parziale

### Cinema
- King Arthur, regia di Antoine Fuqua (2004)
- Il gigante egoista (The Selfish Giant), regia di Clio Barnard (2013)
- The Road Dance, regia di Richie Adams (2021)
- Starve Acre, regia di Daniel Kokotajlo (2023)

### Televisione
- Hornblower – serie TV, 8 episodi (1998-2003)
- Sons of Liberty - Ribelli per la libertà (Sons of Liberty) – miniserie TV, 2 puntate (2015)
- The Last Kingdom – serie TV, 4 episodi (2015)
- Penny Dreadful – serie TV, 4 episodi (2016)
- Poldark – serie TV, 8 episodi (2017-2018)
- His Dark Materials - Queste oscure materie (His Dark Materials) – serie TV, episodi 2x01-2x02-2x05 (2020)
- Slow Horses – serie TV (2022-2024)
- Mary & George, regia di Oliver Hermanus, Alex Winckler e Florian Cossen – miniserie TV, 4 puntate (2024)